# Камаево (платформа)
Кама́ево — остановочный пункт на двухпутном электрифицированном перегоне Куркачи — Арск Казанского отделения Горьковской железной дороги — филиала ОАО «РЖД». Был открыт в 1936 году, до строительства вторых путей выполнял роль разъезда. Расположен на территории Высокогорского района Республики Татарстан. Ближайший населённый пункт — село Камаево.